# Tantogonalia praecalva
Tantogonalia praecalva är en insektsart som beskrevs av Young 1977. Tantogonalia praecalva ingår i släktet Tantogonalia och familjen dvärgstritar. Inga underarter finns listade i Catalogue of Life.